# Адольф I фон Альтена
Адольф I фон Альтена (нім. Adolf I. von Altena; бл. 1157 — 15 квітня 1220) — церковний діяч Священної Римської імперії, 31-й архієпископ Кельна і 3-й герцог Вестфалії в 1193—1205 роках.

## Життєпис
Походив з роду Берг-Альтена. Другий син Ебергарда I, графа Альтена, і Адельгейди фон Арнсберг. Народився близько 1157 року. Був призначений для церковної кар'єри, отримавши відповідну освіту.
1177 року стає каноніком Старого Кельнського собору. 1183 року призначено деканом кельнського собору. 1191 року після обрання архієпископом Кельнським його стрийка Бруно III фон Берга призначено пробстом Старого Кельнського собору. 1193 року після зречення Бруно III обирається новим архієпископом Кельна. Висвячений 1194 року.
1194 року став одним з лідерів опозиції планам імператора Генріха VI зробити титул і владу імператора Священної Римської імперії спадковою в династії Гогенштауфенів. Водночас продовжив політику свого попередника, домігшись звільнення Річарда I, короля Англії, що зміг повернутися до Лондона.
1195 року відкинув вимогу імператора коронувати свого сина Фрідріха королем Німеччини. На рейхстазі в Вормсі разом з іншими князями знову завадив Генріхові VI зробити владу Гогенштауфенів спадковою. 1197 року після смерті Генріха VI не визнав обрання його сина Фрідріха королем Німеччини. Натомість 1198 року в Аахені коронував Оттона Вельфа. Невдовзі папа римський Іннокентій III підтвердив законність обрання і коронації Вельфа.
В подальшому посилення Філіппа Гогенштауфена і конфлікти з Оттоном IV призвели до того, що 1204 року архієпископ Кельна перейшов на бік Гогенштауфенів. 1205 року він коронував Філіппа королем Німеччини. У відповідь папа римський, що продовжував підтримувати Оттона IV позбавив Адольфа I сану. Новим архієпископом став Бруно фон Зайн.
Разом з тим, оскільки частина Кельнського архієпископства перебувала під владою Філіппа Гогенштауфена, то фон Альтен вирішив боротися за відновлення себе на Кельнській кафедрі. 1206 року після полону Бруно IV фон Зайна зайняв Кельн та інші володіння архієпископства. 1207 року рушив до Риму, щоб змінити рішення папи римського. Але загибель Філіппа у 1208 році змінила ситуацію. Адольф фон Альтен погодився з втратою сану, натомість після повернення до Кельну отримав від Бруно IV фон Зайна щорічну пенсію в 250 марок.
1212 року з посиленням Фрідріха Гогенштауфена став розраховувати на відновлення на кафедрі Кельна, оскільки архієпископ Дітрих I фон Генґебах був прихильником Вельфів. Останнього невдовзі було відсторонено, а Адольфа фон Альтена призначено адміністратором архієпископства. Втім він не отримав відновлення сану. Разом з тим довелося відвойовувати Кельнське архієпископство в Дітриха I фон Генґебаха. Це вдалося лише 1215 року.
1216 року Адольф фон Альтена вимушений був погодитися з обранням новим архієпископом Кельнським свого стриєчного брата Енгельберта фон Берга. Спочатку допомагав останньому в управлінні єпархією. Потім перебрався до Нойса, де помер 1220 року.